# جایگزین‌های مدل استاندارد هیگز
مدلهای جایگزین مدل استاندارد هیگز مدلهایی هستند که توسط بسیاری از فیزیکدانان ذرات برای حل برخی از مشکلات موجود بوزون هیگز در نظر گرفته شده است. دو مورد اصلی از مدلهای مورد تحقیق در حال حاضر بی اهمیتی کوانتومی و مسئله سلسله مراتب هیگز هستند.

## بررسی اجمالی
در فیزیک ذرات، ذرات و نیروهای اولیه باعث ایجاد جهان اطراف ما می شوند. فیزیکدانان رفتار این ذرات و نحوه تعامل آنها را با استفاده از مدل استاندارد که چارچوبی پذیرفته شده می باشد و نیز قادر به توضیح بیشتر جهانی در دسترس ما است، توضیح می دهند. . در ابتدا، هنگامی که مدل فیزیک ذرات در حال توسعه و آزمایش بود به نظر می رسید که با ریاضیات پشت آن در زمینه هایی که قبلاً آزمایش شده بودند ارضا می شود چون ذرات اولیه را از داشتن جرم منع می کردند. اما اکنون به وضوح نشان می دهد که مدل اولیه ارائه شده ناقص است. در سال 1964 سه گروه از فیزیکدانان تقریباً مقالاتی را منتشر کردند که در آن نحوه جرم دادن به این ذرات را با استفاده از روش هایی که به نام شکست تقارن شناخته می شوند، توضیح دادند. این رویکرد اجازه می دهد تا بدون شکستن سایر قسمت های نظریه فیزیک ذرات که قبلاً به طور منطقی درست تصور می شدند به ذرات جرم اختصاص دهد. این ایده به‌عنوان مکانیسم هیگز شناخته شد و بعداً آزمایش های انجام شده  تأیید کرد که چنین مکانیزمی وجود دارد. اما آنها نمی توانند دقیقاً نشان دهند که چگونه این اتفاق می افتد.
ساده ترین نظریه در مورد چگونگی این تأثیر در طبیعت و نظریه ای که در مدل استاندارد گنجانده شد این بود که اگر یک یا چند نوع خاص از میدان (معروف به میدان هیگز ) به فضا نفوذ کند، و بتواند به طور خاص با ذرات اولیه تعامل داشته باشد، باعث ایجاد مکانیسم هیگز در طبیعت می شود. در مدل استاندارد پایه، یک میدان و یک بوزون هیگز مرتبط به آن وجود دارد. در برخی از تعمیم های مدل استاندارد، چندین میدان و چندین بوزون هیگز وجود دارد.
درحالی‌که میدان و بوزون هیگز به عنوان راهی برای توضیح ریشه های شکست تقارن پیشنهاد شده است، چندین روش جایگزین وجود دارد که نشان می دهد چگونه  مکانیسم شکست تقارن می تواند بدون نیاز به وجود میدان هیگز رخ دهد. مدلهایی که شامل میدان هیگز یا بوزون هیگز نمی شوند به عنوان مدلهای بدون هیگز شناخته می شوند. در این مدلها ، دینامیک قوی متقابل به جای یک میدان اضافی (هیگز)، مقدار مورد انتظار خلأ غیر صفر را ایجاد می کند که میتواند تقارن الکتروضعیف را بشکند.

## مدلهای جایگزین
به عنوان برخی از مدل های جایگزین پیشنهادی برای میدان هیگز به عنوان منبع شکست تقارن میتوان موارد زیر را نام برد.
- مدل های تکنی‌کالر می تواند تقارن الکتروضعیف را  که قبلا در مدل کرومودینامیک کوانتومی مدل شده اند از طریق تعاملات نظریه پیمانه‌ای جدید بشکنند [۲] [۳].
- مدلهای ابعاد افزون هیگز از پنجمین مولفه میدانهای پیمانه ای برای ایفای نقش میدانهای هیگز استفاده می کنند [۴].
- مدلهای بوزونهای بردار مرکب W و Z [۵] [۶].
- میعانات کوارک سر [۷][۸][۹].
- " پیمانه یگانه ویل". با افزودن یک عبارت گرانشی مناسب به مدل استاندارد منحنی  فضا -زمان، این نظریه یک تغییر ناپذیری محلی (Weyl) را ایجاد می کند. [۱۰].
- برهم کنش های ضعیف امن بدون علامت [۱۱] [۱۲] بر اساس برخی مدل های سیگمای غیر خطی. [۱۳]
- پریون و مدلهای الهام گرفته از پرونهایی مانند مدل ریبون از ذرات مدل استاندارد توسط ساندنس بیلسون-تامپسون ، بر اساس نظریه بافت و سازگار با گرانش کوانتومی حلقه و نظریه های مشابه. [۱۴] این مدل نه تنها جرم را توضیح می دهد[نیازمند شفاف‌سازی] حتی می تواند منجر به تفسیر بار الکتریکی به عنوان کمیت توپولوژیکی (پیچش روی نوارهای جداگانه) و بار رنگ به عنوان حالتهای پیچش شود.
- شکست متقارن ناشی از پویایی غیرتعادلی میدانهای کوانتومی بالاتر از مقیاس الکتروضعیف [۱۵] [۱۶].
- فیزیک بدون ذرات و غیر هیگز (unhiggs). [۱۷] [۱۸] اینها مدلهایی هستند که نشان می دهند بخش هیگز و بوزون هیگز به‌صورت ثابت تغییر می کنند ، که به آن فیزیک بدون ذرات نیز می گویند.
- در تئوری خلاء ابرشاره ذرات اولیه می توانند در نتیجه تعامل با خلاء فیزیکی مشابه مکانیسم ایجاد شکاف در ابررساناها ایجاد شوند، [۱۹] [۲۰].
- تکامل پرتو فرابنفش به وسیله مکانیک آماری کوانتومی، که در آن پراکندگی WW با ایجاد پیکربندی های کلاسیک  واحد شده اتفاق می افتد [۲۱].